# Titularerzbistum Gabula
Gabula ist ein Titularerzbistum der römisch-katholischen Kirche. Es geht zurück auf einen früheren Bischofssitz in Gabbula (auch Gabba) in der römischen Provinz Syria Coele bzw. Syria Prima, heute Al-Jabbul, Gouvernement Aleppo, Syrien.
| Titularerzbischöfe von Gabula | |                                                          |                    |
| Name                          | Amt | von                                                      | bis                |
| Joseph Attipetty              | Koadjutorerzbischof von Verapoly (Britisch-Indien), 1934 Erzbischof von Verapoly (Britisch-Indien) | 29. November 1932 (Ernennung)/11. Juni 1933 (Ordination) | 15. November 1934  |
| Patrick Finbar Ryan           | OP, Koadjutorerzbischof von Port of Spain (Trinidad und Tobago), 1940 bis 1966 Erzbischof von Port of Spain (Trinidad und Tobago), resignierte das Amt, 1966 bis 1975 Titularbischof von Villamagna in Tripolitana                                                  | 13. April 1937 (Ernennung)/29. Juni 1937 (Ordination)    | 6. Juni 1940       |
| Louis Batanian                | 1933 bis 1940 armenischer Bischof von Mardin (Türkei), 1952 bis 1959 Erzbischof von Aleppo (Syrien), 1959 bis 1962 Titularerzbischof von Colonia in Armenia, 1962 bis 1976 Patriarchalvikar im Patriarchat von Kilikien (Libanon), 1962 bis 1976 Bischof von Beirut | 10. August 1940                                          | 6. Dezember 1952   |
| Pompeo Ghezzi                 | 1911 bis 1953 Bischof von Sansepolcro (Italien), ging in Ruhestand | 25. Oktober 1953                                         | † 17. April 1957   |
| Aurelio Macedonio Guerriero   | 1946 bis 1957 Erzbischof von Trujillo (Peru), ging in Ruhestand | 25. Mai 1957                                             | † 19. Oktober 1963 |
| Francis Carroll               | SMA, Internuntius in Liberia Apostolischer Vikar von Monrovia Apostolischer Pro-Nuntius in Liberia, 1960 bis 1964 Titularbischof von Sozopolis in Haemimonto | 14. Januar 1964                                          | † 10. Oktober 1980 |

## Einzelnachweis
1. 1 2 3 4 5 6  Beschreibung auf catholic-hierarchy.org (englisch)

## Anmerkung
1. ↑  Bisher wurde keine Erklärung gefunden, warum die Schreibweise des Titularerzbistum Gabula lautet und nicht Gabbula wie die hinreichend dokumentierte Schreibweise des antiken Ortes.